# Сирець
Сире́ць — історична місцевість, житловий масив у Шевченківському районі міста Києва.

## Опис
Назву місцевість отримала від річки Сирець (інша назва - Сирецький струмок), яка бере початок поблизу станції метро «Нивки» і впадає в Дніпро за 2 км від київської гавані.
Масив розташовано між Лук'янівкою, Бабиним яром, Куренівкою, Волейковим, Петрівською залізницею, вулицями Дегтярівською й Олени Теліги.

## Історія
Місцевість Сирець вперше згадано 1381 року як село, що його подарував князь Володимир Ольгердович Київському домініканському монастиреві, яку підтвердив його син Олелько Володимирович 1411 року. Грамоту про дарування  зареєстрував Львівський підстароста та замковий суддя Станіслав Порадовський. З 1661 року Сирцем володів магістрат та забудовувався хуторами вздовж річки, будучи сільськогосподарським передмістям Києва. 
На карті 1752 року на більшій території Сирця зображено ліс, що належить Кирилівському монастирю. До меж міста Сирець увійшов 1799 року. До Сирця влився також хутір Софіївка, що простягався вздовж Тираспольської вулиці (відомий з середини XIX століття, з 1875 року — в межах Києва).
У 1840-х тут починають розташовувати військові табори, що дали назви місцевим вулицям — Табірній (зараз Дорогожицька) та Тираспільській (від Тираспільського піхотного полку). Відповідний відвід міської землі  закріплено актом від 14 квітня 1869 року. Тут були збудовані легкі житлові будівлі, дерев'яна Дивізійна церква, обладнані плаци, навчальне поле, пізніше — військовий аеродром, з яким пов'язана діяльність льотчика П. Нестерова.
У 1895 від Лук'янівської площі до Сирецьких військових таборів прокладено лінія трамваю, режим роботи був сезонним — тож узимку вагони не курсували. У 1910 році маршрут отримав 21-й номер. Під час Першої світової війни, у 1916 році, внаслідок дефіциту рухомого складу, 21-й маршрут був закритий і вже більше ніколи не відновлювався.
В період між Першою та Другою світовими війнами Сирецькі табори залишались у підпорядкуванні військових: тут розміщувались бронетанкові частини, був полігон. На розі сучасних вулиць Мельникова та Дорогожицької діяв Бронетанковий ремонтний завод №8, від якого збереглись окремі корпуси та колишні гаражі. З 1942 року на місці військового табору окупантами було влаштовано Сирецький концтабір. У 1945 році на базі колишнього Бронетанкового заводу було створено Київський мотозавод.
Сучасний житловий масив Сирець забудований у 1950-1960-ті роки. Напрями його головних вулиць — Щусєва, Стеценка, Ризької, Парково-Сирецької, Олени Теліги — пролягли вздовж військових таборів ХІХ століття, що добре видно на картах. Первісно забудова здійснювалася за типовими проектами масового малоповерхового будівництва, ще 40-х років, згідно концепції місто-сад, започаткованої у ХІХ столітті численними дачними селищами та хуторами навколо Києва. До їх спорудження було залучено полонених Сирецького концтабору. До половини території житлового масиву займали індивідуальні садиби з типовими котеджами.  
У 1951 році по вул. Вавилових, 18 заснована Бібліотека імені Івана Котляревського.
На початку 50-х років у лісопарку вздовж Парково-Сирецької вулиці було споруджено Київську дитячу залізницю, а близько 1965 року плавальний басейн, нині занедбаний.
Близько 1960 року було запущено тролейбусний маршрут № 16, який з'єднав Сирець з центром Києва. 2018 року його продовжили до Нивок. Також у 60-ті роки було започатковані тролейбусні маршрути №№ 19 та 22, від Сирця до Чоколівки.
З 50-х років на вул. Щусєва, 26 та на нинішній вул. Парково-Сирецькій, 7-б діяли клуби будівельних трестів. Згодом ці споруди зазнали реконструкції та зміни призначення.
1961 року засновано санаторну школу № 20, на розі вулиць Ризької та Грекова.
1963 року засновано середню загальноосвітню школа № 24.
1966 року по вул. Щусєва, 10 за проектом архітектора Самуїла Вайнштейна було споруджено будинок побуту "Золота осінь".
Також в 60-ті роки було забудовано непарну сторону вул. О. Теліги, і в будинку № 23 розмістився Державний архів М. Києва.
1971 року по вул. Щусєва, 5 було відкрито кінотеатр ім. Гагаріна. З початку 90-х років почався його занепад, і з 2013 року він перетворився на загиджену напівруїну.
У 1968-1993 роках зведено унікальний комплекс Київського телецентру, в тому числі Київська телевежа.
2000 року відкрито станцію метро «Дорогожичі», 2004 року станцію метро «Сирець», а поблизу неї нову платформу електрички. В 2006—2007 роках реконструйовано залізничний шляхопровід, що проходить над вулицями Стеценка та Щусєва. Відтак, довкола утворилася стихійна і досить популярна перехоплююча парковка.
2005 року за адресою вул. Щусєва, 26 розмістилася продакшн-студія ТОВ "Національні інформаційні системи" - підрозділ телеканалу Інтер.

## Сирецький гай
Сирецький гай — це залишок колишніх великих листяних лісів, що займали територію Києва. Розташований в районі історичної місцевості — Сирця. Лісопарк було створено на базі наявних природних насаджень 1952 року. Територія, де розміщено парк, має пересічений рельєф, чимало ярів. Через парк протікає річка Сирець, є багато джерел, декілька мальовничих озер, вони служать місцем масового відпочинку киян.
Парк створено в ландшафтному стилі, а особливо цінними в парку є унікальні вікові дубові насадження. У південно-східній частині гаю, крім дуба, ростуть вікові сосни і липи. За останні десятиліття тут висаджено багато інших видів і форм дерев: ялина звичайна, берези, клени, граб, гіркокаштан звичайний, горіхи, вільха, верби, тополі, ялівці, ліщину тощо. Узлісся обсаджені декоративними квітучими чагарниками. В гаю влаштовано куточки відпочинку з лісовими меблями, дитячий майданчик, фонтан із джерельною водою.

## Сирецький дендропарк
Сирецький дендропарк є філією Державної агрофірми «Квіти України», має статус науково-дослідної природоохоронної установи, яка вивчає різноманіття видів дерев та чагарників, їх композицій для ефективного використання в озелененні міст, займається їх збереженням.
Дендропарк складається з двох частин. Першою є старий дендрарій, площею до 2 га, заснований у 1875 році. Основою його був невеликий парковий партер біля будинку власника квітково-декоративного господарства, банкіра Маєра. Відносно молодий маточний дендрарій, площею до 5 га, заснований у 1945—1965 роках. Основні посадки виконані на початку 1950-х років. У цей період роботу по розширенню асортименту і організації розсадників було доручено Українській дослідній станції квіткових і декоративних рослин і безпосередньо дендрологу М. Птіцину. Результатом його роботи було створення унікального маточника-дендрарія з цінною колекцією дерев і чагарників.
Колекція парку налічує 325 видів, серед яких 96 видів і форм хвойних, 119 листопадних дерев і 124 чагарників, 16 видів ліан. Найбільше у колекції видів голонасінних — з родин соснових, кипарисових, тисових, покритонасінних — з родин бобових і березових та інших, що відрізняються найбільшою декоративністю. В колекції представлені рослини 51 родини і 126 родів. Хвойні становлять 27% видового складу і займають 50% всієї території парку. Туї західної нараховується 22 форми, а з листопадних дерев найбільше берез (11 видів) та декоративних яблунь (11 видів).
3 рідкісних та екзотичних видів в колекції особливо цікаві тис далекосхідний, гінкго дволопатеве, кипарисовик горохоплодий, ліріодендрон (тюльпанне дерево), сосна австрійська, різні види ялин.
Усі види рослин органічно пов'язані між собою за габітусом, декоративною мозаїкою листя, квітів, плодів. При проектуванні маточного дендрарію було застосовано мішане планування, при якому регулярному була відведена менша площа. Більша частина площі дендропарку має вільне, або ландшафтне, планування. Враховуючи різницю у забарвленні різних видів хвойних та застосовуючи різні види стрижок (площинну та ажурну), у хвойному партері створено дуже цікаву об'ємну композицію. Центром композиції є п'ятипроменева клумба з туї західної, кипарисовика горохоплодого (форма юнацька), туї західної (форми кучерява і кульоподібна). Вся група оточена фоном ялини колючої сріблястої форми, форми Костера й іншими. Все це зараз називається меморіалом М. Птіцина. Партер хвойних, композицію з живоплотів, алейні посадки тощо можна віднести до ділянок регулярного типу. До ландшафтного типу планування належать фрагменти вертикального озеленення, групи гарноквітучих чагарників, вічно-зелені рослини, березовий гай. Дерева і чагарники висаджені з таким розрахунком, щоб з ранньої весни до пізньої осені дендрарій вражав декоративністю та виразністю. Ранньої весни зацвітають кизил та клен сріблястий, далі — магнолія падуболиста, форзиція зелена, мигдаль степовий, алича, терен, яблуні, таволги (спіреї), чубушники. У липні, коли кількість квітучих рослин зменшується, зацвітають катальпа чудова, вейгели, тюльпанні дерева. В цей період декоративний ефект підтримують рослини з яскравими плодами: бузина червона, жимолость, сніжноягідник округлий і інші. Зимою на перший план виступають хвойні і вічнозелені рослини. Рослини багатьох географічних областей (Північної Америки, Далекого Сходу, Кореї, Японії і ін.) добре пристосувались до місцевих умов.
У 1989—1990 роках відбулася генеральна реконструкція дендрарію, під час якої провели омолодження, прочистку та поповнення асортименту рослин парку. Парк є зразком структурних паркових елементів та різних типів міських насаджень.
Навколо дендропарку є охоронна зона площею 18 га, яка межує з господарством фірми і територією Сирецького гаю — парку-пам'ятки садово-паркового мистецтва загальнодержавного значення.

## Річка Сирець
Річка Сирець протікає вздовж залізниці, Тираспольської та Сирецької (в колекторі) вулиць і, перетинаючи Куренівку, впадає в Дніпро поблизу Оболоні. Походження назви невідоме.
За результатами археологічних досліджень сучасного Києва, зокрема розкопок вздовж Либеді і Сирця,  відкрито низку укріплених давньоруських поселень, які являли собою сирецько-либідську оборонну лінію навколо Києва ХІ—ХІІІ століть.